# Asch-Schawadhana-Moschee

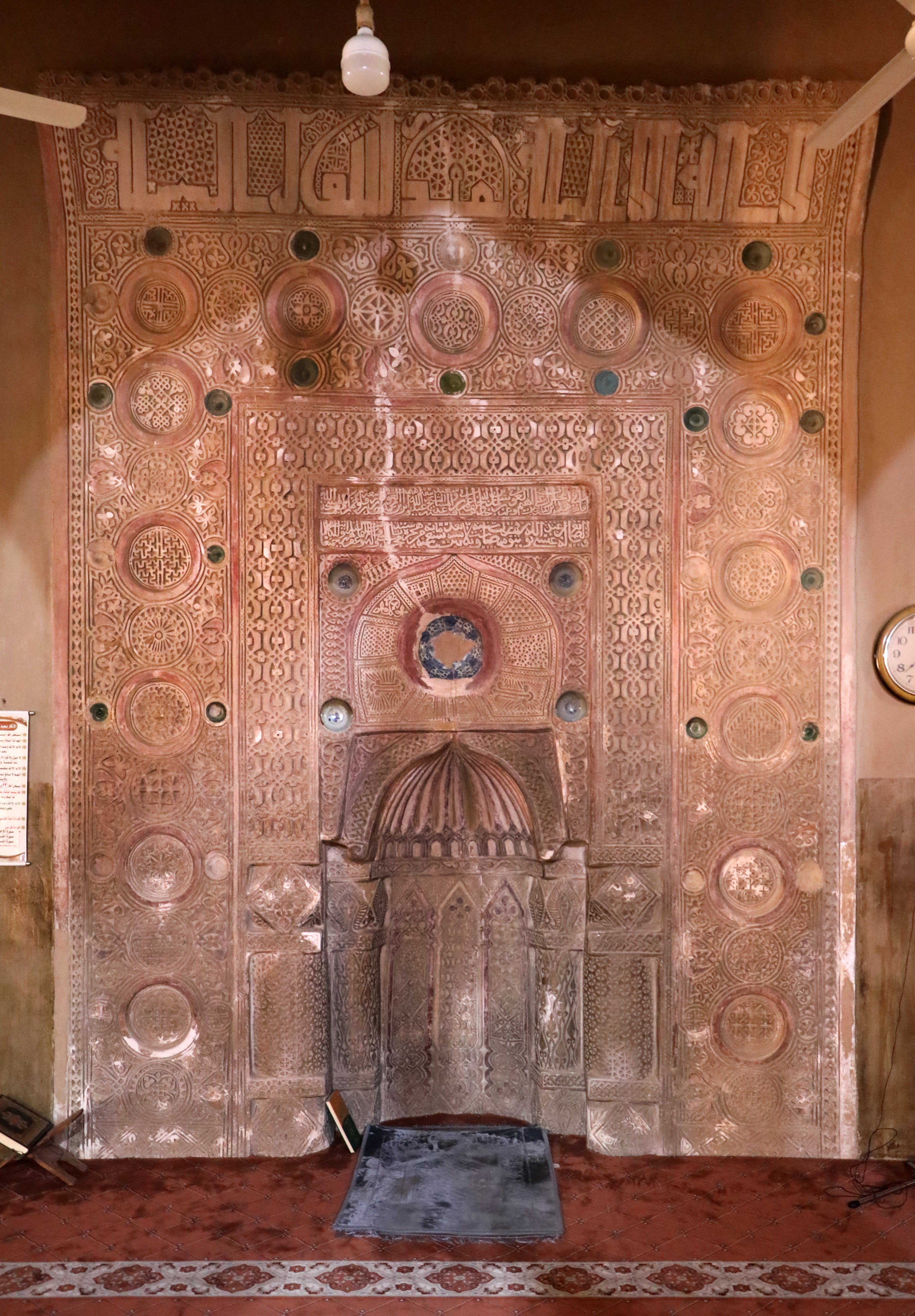
Mihrab

Die asch-Schawadhana-Moschee (arabisch مسجد الشواذنة, DMG masǧid aš-šawāḏana) ist eine alte Moschee im Viertel al-ʿAqr der Stadt Nizwa in Oman. Der jetzige Moscheebau stammt aus dem 16. Jahrhundert. Ihre Ausstattung mit zwei Gebetsnischen (mihrab) weist auf einen früheren Ursprung hin. Eine dieser mit reicher Ornamentik versehenen Nischen weist nach Mekka, die andere nach Jerusalem. In früherer Zeit war die Gebetsrichtung Jerusalem (siehe Hauptartikel qibla), der Grundriss der Moschee geht daher vermutlich auf einen Vorgängerbau aus dem 7. Jahrhundert in frühislamischer Zeit zurück.